# IPhone 5

iPhone 5で初めて採用されたLightningコネクタ

iPhone 5（アイフォーン ファイブ）は、Appleが開発したタッチスクリーンベースの携帯電話である。iPhoneの第6世代目の機種である。

## 概要
2012年9月12日、アメリカ・サンフランシスコにあるヤーバブエナ芸術センター（Yerba Buena Center for the Arts）にて発表された。アメリカ、カナダ、イギリス、フランス、ドイツ、オーストラリア、シンガポール、日本、香港の9地域では同2012年9月21日に、その他多くの地域では9月28日に発売された。
日本ではiPhone 4Sと同様にソフトバンクモバイルとKDDI・沖縄セルラー電話連合（以下au）より販売されている。

## 特徴
以前のiPhoneシリーズは3.5インチの画面だったが、縦に長くした4インチの画面になった。これに合わせて筐体も縦長になった。液晶ディスプレイはインセル型タッチパネルを採用し、従来に比べて薄型・軽量化を実現した。
内部ではSoCにApple A6を採用した。これにより、CPUとグラフィック性能がiPhone 4Sと比べて最大2倍の処理能力となった。通信機能では、第3世代移動通信システム（3G）の次世代通信技術であるLong Term Evolution（LTE）に対応した。また、従来の3Gの通信機能も強化が図られ、GSMモデルではHSPA+とDC-HSDPA、CDMAモデルではEV-DO Rev.Bに対応した。Wi-FiについてもIEEE 802.11aと802.11nの2.4GHzと5GHz帯の通信が可能となった。
そのほか、カメラ機能は前面カメラ（インカメラ）が720pの高精細度の撮影が可能となった。SIMカードはAppleが先導して開発したnanoSIMを採用し、iPhone 4で採用したmicroSIMよりも44%小型化された。また、30ピンのDockコネクタも8ピンのLightningコネクタに変更、厚さも7.6mmと従来よりも薄くしている。

### LTE高速通信
iPhone 5はLTEに対応し、GSMモデルでは各地域のLTEサービスの提供条件にあわせて2つのモデルが用意され、CDMAモデルと加えて計3モデルが用意される。
日本では、iPhone 5の発売日と同日の2012年9月21日に、auがau 4G LTE、ソフトバンクモバイルがSoftBank 4G LTEを開始した。またauでは、LTEのサービス開始当初からテザリングを提供した。これは日本のiPhoneでは初めてである。ソフトバンクモバイルも2012年12月15日からテザリングに対応した。。

### Lightningコネクタ
初めてこのiPhoneで、Lightningコネクタが採用され、充電やデータ転送に用いられる外部接続端子は、同時に発表された第5世代iPod touchと第7世代iPod nanoでも採用された、8ピンのLightningコネクタを採用し、iPhone 5の製品パッケージにはLightning-USB変換ケーブルが付属している。従来の30ピンのDockコネクタと比較すると80%小型化され、表裏の区別なく挿入可能な点が異なる。また、Dockコネクタ対応の周辺機器はAppleの許可を得ることなく開発できたのに対し、Lightningコネクタ対応の周辺機器はAppleのライセンスを受け、認証チップを搭載しなくてはならない。この制限は充電ケーブルも例外ではなく、認証を受けた製品でなければ充電することができない。
旧Dock端子を搭載した周辺機器は変換アダプタを使ってiPhone 5に接続できる。Lightningは旧Dockと異なりアナログ音声出力を搭載しないが、変換アダプタに音声のデジタル-アナログ変換回路が内蔵されており、従来のDockスピーカーシステムなどを使うことができる。Dock変換アダプタのほか、VGA（ビデオ/音声出力）やHDMI、microUSBとの接続もアダプタを使うことで可能である。microUSB規格との互換性については、欧州委員会の規定により義務付けられていたため、当初はヨーロッパ地域でのみmicroUSB変換アダプタが販売されていた。

### EarPods
新型イヤフォンEarPodsが付属品として同梱されるようになった。

### ソフトウェア
iOS 6.0を搭載。Facebookの統合、Googleのサービス（Google マップ・YouTube）の削除、新しい地図アプリケーションの搭載、独自の電子チケットサービス「Passbook」の搭載などが特徴である。その後、Apple独自の地図の不備をCEOが謝罪し、Google マップは、App Storeからダウンロード可能となった。
画面が縦長になったのに合わせ、内蔵アプリケーションは新しいデザインになった。iPhone 5向けにデザインされていない従来のアプリケーションは、画面の上下端に帯を表示しオリジナルの2:3サイズで表示される。また、iPhone 5の画面比に対応していないアプリは開発者のアップデートで順次対応している。2013年5月1日からはアプリ審査においてiPhone 5の画面比への対応が必須となり、対応せずにアプリを公開したりアップデートしたりすることはできなくなっている。。
2017年に開催されたWWDC2017で発表されたiOS 11から、iPhone 5cとiPad (第4世代)と共にサポート対象外となった。
2019年7月22日にiOS 10.3.4が配信された。このiOS 10.3.4はGPSや時刻設定等の不具合を解消したものであり、これを最後にiOS 10のサポートは終了した。

## 反響
iPhone 5はアメリカ合衆国での予約開始から24時間で200万台を超える予約を集めた。これはiPhone 4Sの2倍であり、Apple史上最速(当時)である。発売後3日間に世界で500万台を販売し、iPhone 4Sの400万台を上回った。しかしその後の出荷数は伸び悩んでおり、表立って公表はされていないものの当初予定よりも大幅に減産しているのは確実と見られている。

### 日本でのLTEをめぐる経緯
2012年秋の時点でau・ソフトバンクモバイルのLTE対応端末（データ通信専用を除く）はiPhone 5のみであり、iPhone 5の発売が両社のLTEサービスを大きく前進させる契機となった。auはau 4G LTEを2012年12月に開始する予定であったが、iPhone 5の発売に合わせて大幅に前倒ししている。
当初からテザリングに対応するauに対抗して、9月19日にソフトバンクモバイルはテザリング解禁などの施策を急遽発表。両社の間でLTEの普及速度などをめぐって舌戦が展開された。さらにソフトバンクモバイルの曽祖父会社のソフトバンクは10月1日にイー・アクセスの完全子会社化および、ソフトバンクモバイルとイー・アクセスが業務提携することを発表。iPhone 5向けのLTEの強化が直接の動機となった。

### 盗難事件
その人気のために、日本ではiPhone 5の入荷日と発売日の間に盗難される事件が発生した。2012年9月21日深夜から早朝にかけて、近畿地方で約220台盗難されている。詳細は大阪市・大阪府茨木市で191台（うちau版が2店舗で計75台、ソフトバンクモバイル版が1店舗で116台）、神戸市で約30台、滋賀県草津市で5台（フィーチャーフォンも含めると29台）となっている。犯人は明らかになっていないが、少なくとも大阪府のケースに関しては同一グループによる犯行ではないかと大阪府警察は見て捜査している。

## 不具合・問題

### 購入時の側面の傷とそれの傷の付きやすさ
発売当初から、購入したばかりなのに側面のアルミに凹みがある、色が剥げて下地が見えていることや、初めから傷があったなどの声が多数あり、ユーザーによって画像やレビューも多く公開された。問い合わせに対する、Apple公式の電子メールの回答では、「どのようなアルミ製品も使っているうちに傷が付いたりはがれたりして、元の素材の銀色が露出する。これは当然のことだ」としている。

### iPhone 5用ケーブルがUSBポートから抜けなくなる不具合
iPhone 5に付属するLightning – USBケーブルのUSB端子の切り欠きの設計が、通常のものに比べ深く、これにパソコンのUSBポートのピンが深く入り込み抜けなくなるとのこと。Apple Store店舗に持ち込んで直してもらった人もいる。Apple Careサポートでは、この問題は認識しており、客の申し出によってケーブルの交換をしているとのこと。

### カメラに関する指摘
4Sまでは内蔵されていたカメラの赤外線カットフィルタをiPhone 5では外したため、光源によるパープルフリンジの発生が問題になっている。この問題に対しAppleは、パープルフリンジの発生は「正常」であり、アングルを変更するべきだと回答している。

### 電源ボタンの不具合
2013年3月以前に製造されたiPhone 5の電源ボタンが効かない、または断続的にしか効かなくなるという不具合があり、無償交換・修理対応を実施すると2014年4月29日にAppleが発表した。

### 内蔵バッテリーの不具合
2012年9月から2013年1月の間に販売された iPhone 5のうち、特定のシリアル番号の個体でバッテリー駆動時間が急に短くなったり、より頻繁に充電が必要になる不具合があり、無償交換・修理対応を実施すると2014年8月22日にAppleが発表した。

### ソフトウェアの問題
2019年11月3日までにソフトウェアアップデートをし、iOSのバージョンを10.3.4にしなければ 正確な GPS 位置情報を維持できなくなり、正しい日時に基づいて機能する製品やサービス（App Store、iCloud、メール、Webブラウザなど）も使えなくなり、ワイヤレス（OTA）でのソフトウェアアップデートや iCloudバックアップはすでに機能しなくなっているため、MacやWindowsパソコンを使ってバックアップおよび復元しなければアップデート出来なくなるとAppleが警告している。